# Oliva rufofulgurata
Oliva rufofulgurata is een slakkensoort uit de familie van de Olividae. De wetenschappelijke naam van de soort is voor het eerst geldig gepubliceerd in 1904 door Schepman.